# Я, ти і всі, кого ми знаємо
Я, ти і всі, кого ми знаємо — комедійний фільм 2005 року.

## Сюжет
Річард Суірсі, батько-одинак, який виховує двох синів, цілком готовий до сімейних змін, але коли чарівна і рвучка Крістін, самобутня художниця і хвацький водій «Елдеркеба», вривається в його життя, Річарда охоплює паніка. У той же самий час його семирічний син Роббі, зав'язує свій перший, правда поки віртуальний роман з прекрасною незнайомкою, а 14-річний Пітер знову і знову стає «піддослідним кроликом» для сусідських дівчаток, які репетирують на хлопцеві свої майбутні романтичні відносини.